# Geschichte des Wikingerschiffbaus
Ihre historische Hauptleistung vollbrachten die Nordmänner bereits vor der eigentlichen Wikingerzeit, indem sie hochseetüchtige Segelboote entwickelten, mit denen sich große Distanzen überwinden ließen. Die früheste Erwähnung nordischer Kanus ist in Tacitus’ Germania aus den Jahren nach 98 n. Chr. zu finden. Die Suionen (die später mit den Svear gleichgesetzt wurden), die auf einer Insel (Skandinavien) im Ozean siedelten, seien ein seefahrendes Volk gewesen. Die Besonderheit ihrer Schiffe war dabei, dass sie vorne wie hinten einen Bug hatten, sodass das Schiff in beide Richtungen ein- und auslaufen konnte.
Das Wikingerschiff wurde mit den Meereswellen fertig und mit ihm konnten auf Grund ihres geringen Tiefgangs (ca. 1,5 m) auch Flüsse befahren werden. Selbst ein Transport über Land war möglich. Der Bau aller Schiffstypen erfolgte ohne Pläne, nur aus dem mündlich überlieferten Gedächtnis der Väter.
Sämtliche hölzernen Schiffsteile aller Schiffstypen wurden mit verschiedenen Beilen aus Baumstämmen nach der jeweiligen Maserung gehackt. Daraus ergab sich insgesamt eine enorme Festigkeit und Belastbarkeit. Auch die Planken wurden nicht gesägt, sondern aus dem Stamm gespalten und dann geglättet.

## Fellboot, Einbaum

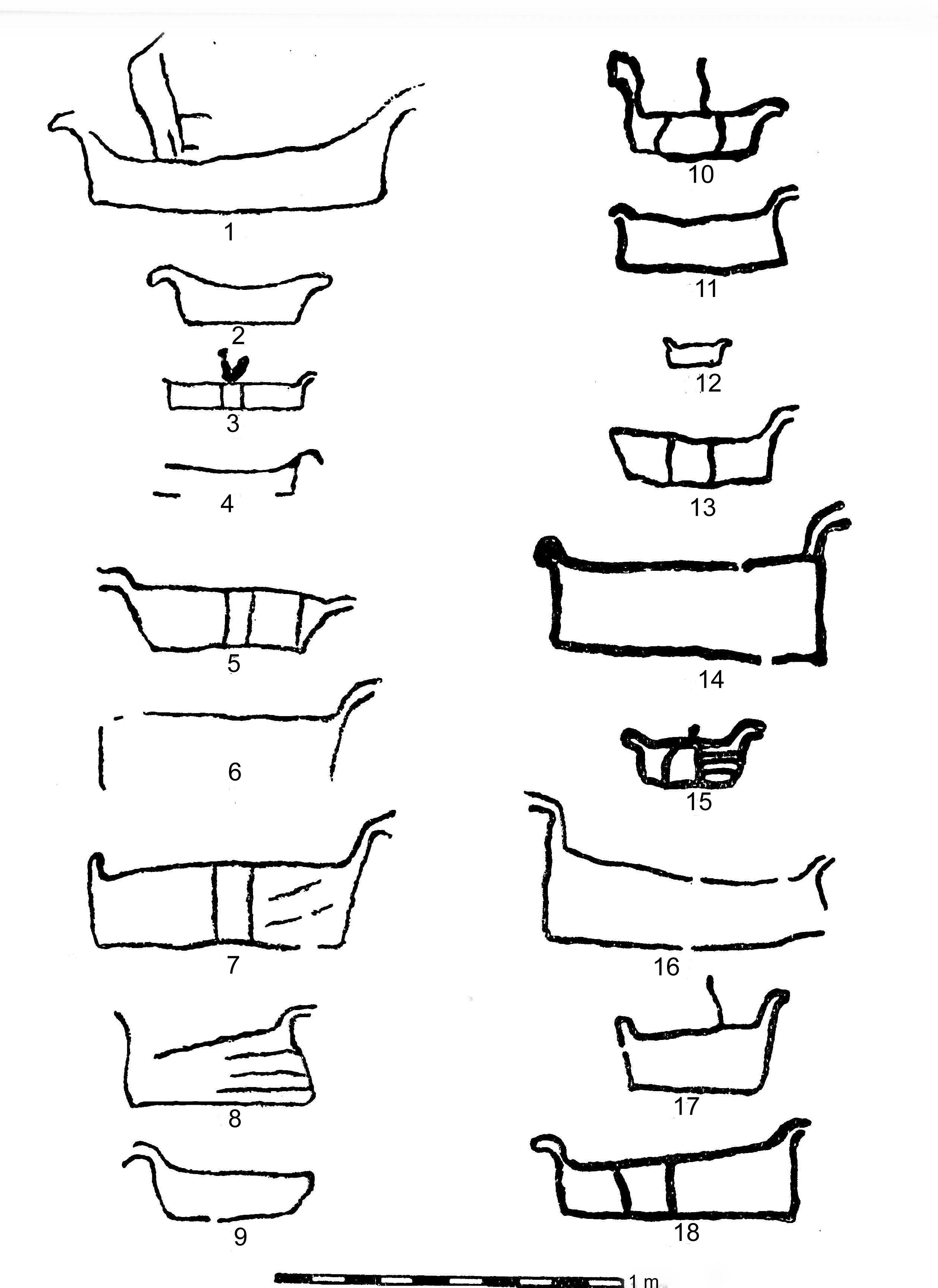
Steinzeitliche Felsritzungen von Fellbooten. 1 und 2 von Skjomen, 3 und 4 von Rødøy, der Rest von Evenhus, Frosta in Trøndelag.

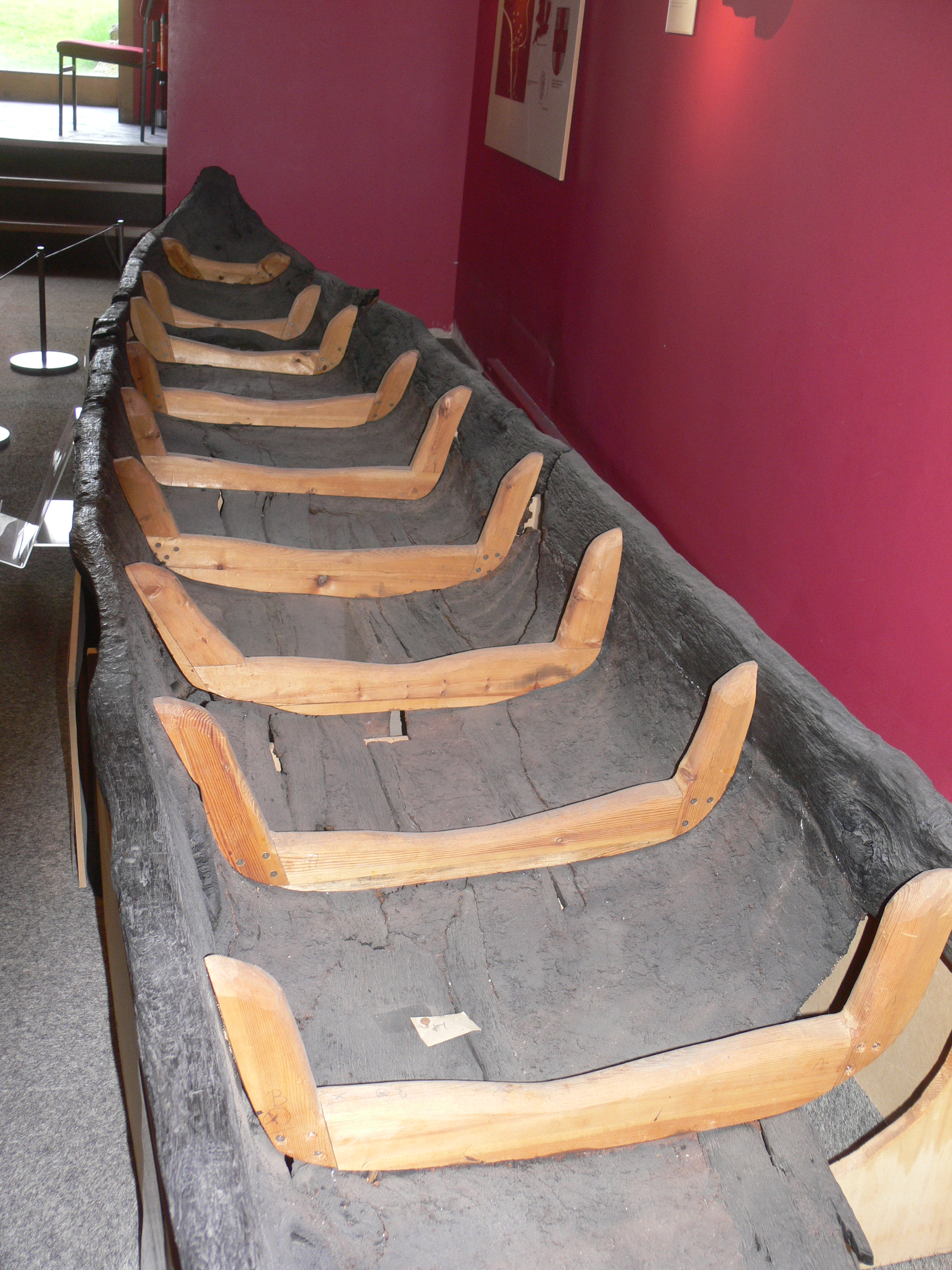
Einbaum im Yorkshire-Museum in York. Foto Bickel

Aus den Felsritzungen ist zu entnehmen, dass an der norwegischen Küste zur späten Steinzeit kastenförmige Boote, die mit Tierfellen bespannt waren, benutzt wurden. Sie ermöglichten die Besiedlung der Schären und Inseln vor der norwegischen Küste. Sie wurde vor allem für die Fischerei benutzt. Die Form war von dem in Grönland verwendeten Kajak verschieden. Es ähnelt eher dem grönländischen Umiak. Die Boote hatten nach den Zeichnungen offenbar bereits Tierköpfe am Steven.
Es ist umstritten, ob am Beginn der Entwicklung zu den hochseetüchtigen Wikingerschiffen der Einbaum (Funde um 5000 v. Chr.) stand, jenes auf der ganzen Welt verbreitete Urboot aus einem der Länge nach halbierten und ausgekehlten Baumstamm. Der Einbaum wurde aufgespreizt und den Seitenwänden Planken aufgesetzt (Funde um ca. 2500 v. Chr.), die einander wie Dachziegel überlappten. Die Spreizung nach außen bewirkte eine Verbreiterung des Schiffsquerschnitts je höher die Seitenwände wurden. Die Forschung geht heute mehrheitlich davon aus, dass jedenfalls in Norwegen das Fellboot am Anfang stand, da der Einbaum im Gegensatz zum Fellboot kein Spantenskelett kannte. Die bahnbrechende Erfindung, das Fell durch Planken zu ersetzen, wird für die jüngere Steinzeit angenommen und zwar an Orten, wo der Wald und schiffbare Gewässer dicht beieinander lagen. Auch die Felsritzungen deuten auf diese Entwicklungslinie hin.

## Bronzezeit

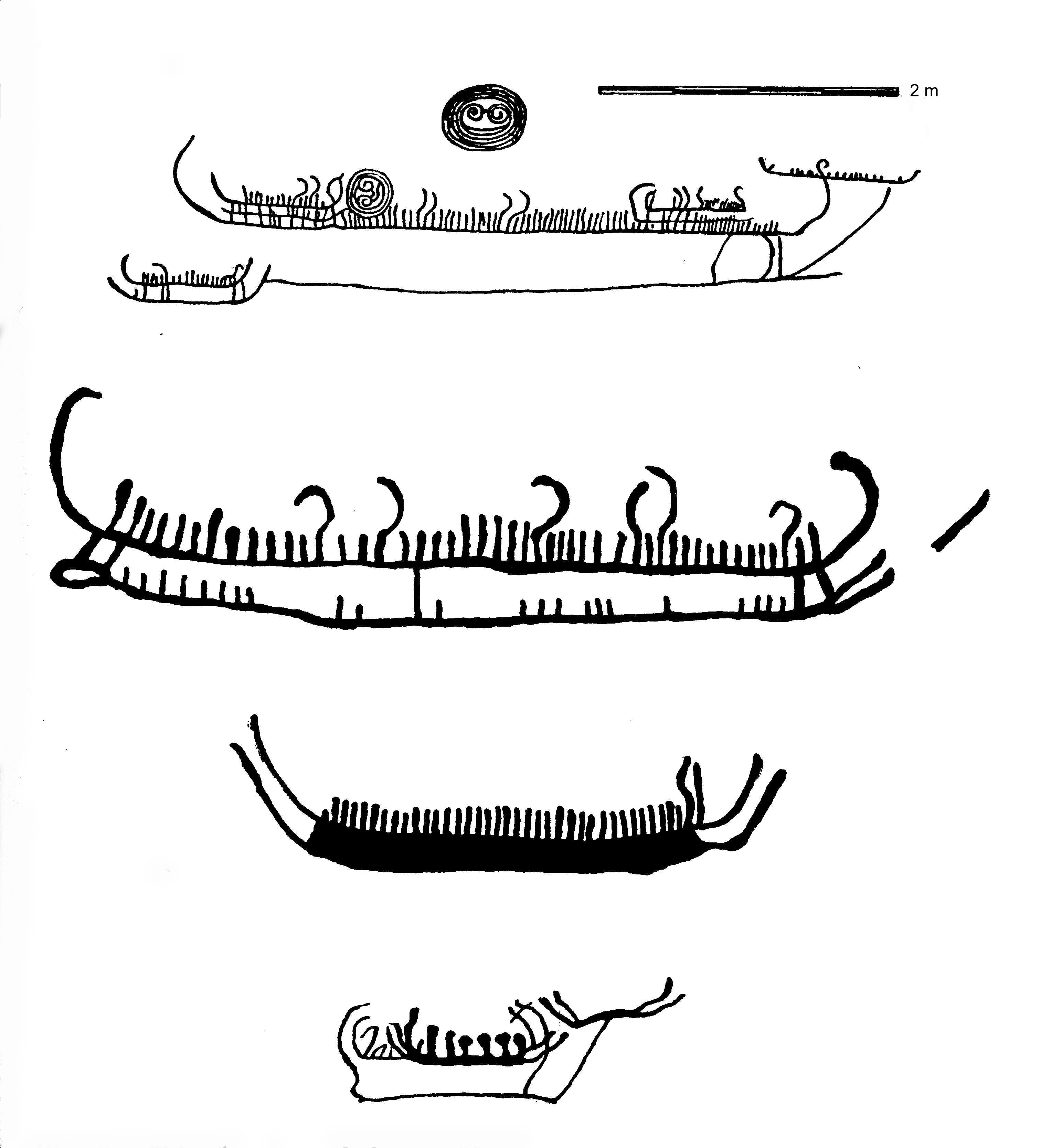
Felsritzungen bronzezeitlicher Schiffe aus Bardal in Beitstad (Trøndelag)

Es gibt Felsritzungen aus der Bronzezeit in Norwegen und Schweden mit Schiffsabbildungen und Schiffszeichnungen auf dänischen Bronzemessern. Die detailreichsten Felsritzungen sind in Bardal in Beitstad (heute Teil von Steinkjer), Trøndelag, aber auch in Østfold, Uppland und in Östergötland zu finden. Aber die vielen verschiedenen Bilder an verschiedenen Orten deuten darauf hin, dass an verschiedenen Orten die Boote verschieden gebaut worden sind.
Reste eines Bootes aus der Bronzezeit wurden in einem Hügelgrab auf der Insel Valderøya (heute Kommune Giske in Sunnmøre) gefunden. Es ist das älteste Boot, das bislang in Norwegen gefunden wurde und wird auf die Zeit zwischen 240 und 420 n. Chr. datiert. Das Boot bestand aus Fichtenholz. Die Planken waren auf Stoß gesetzt, nicht geklinkert, und sie waren nach dem Grabungsbericht von 1827 mit Bast oder Darm zusammengenäht und danach waren Holzstifte durch die Naht getrieben. Gedichtet wurde es mit in Fett oder Teer getränkter Wolle. Im Übrigen ähnelt das Boot dem Hjortspringboot. Das Boot wurde noch mit Paddeln fortbewegt. Aus den Stücken lässt sich die Größe und Gestalt des Bootes nicht ableiten. Aber es ist sicher, dass es aus dünnen Planken bestand. Am Steven befand sich ein Pferdekopf. Der Schiffsboden war flach und ohne Kiel.

## Eisenzeit

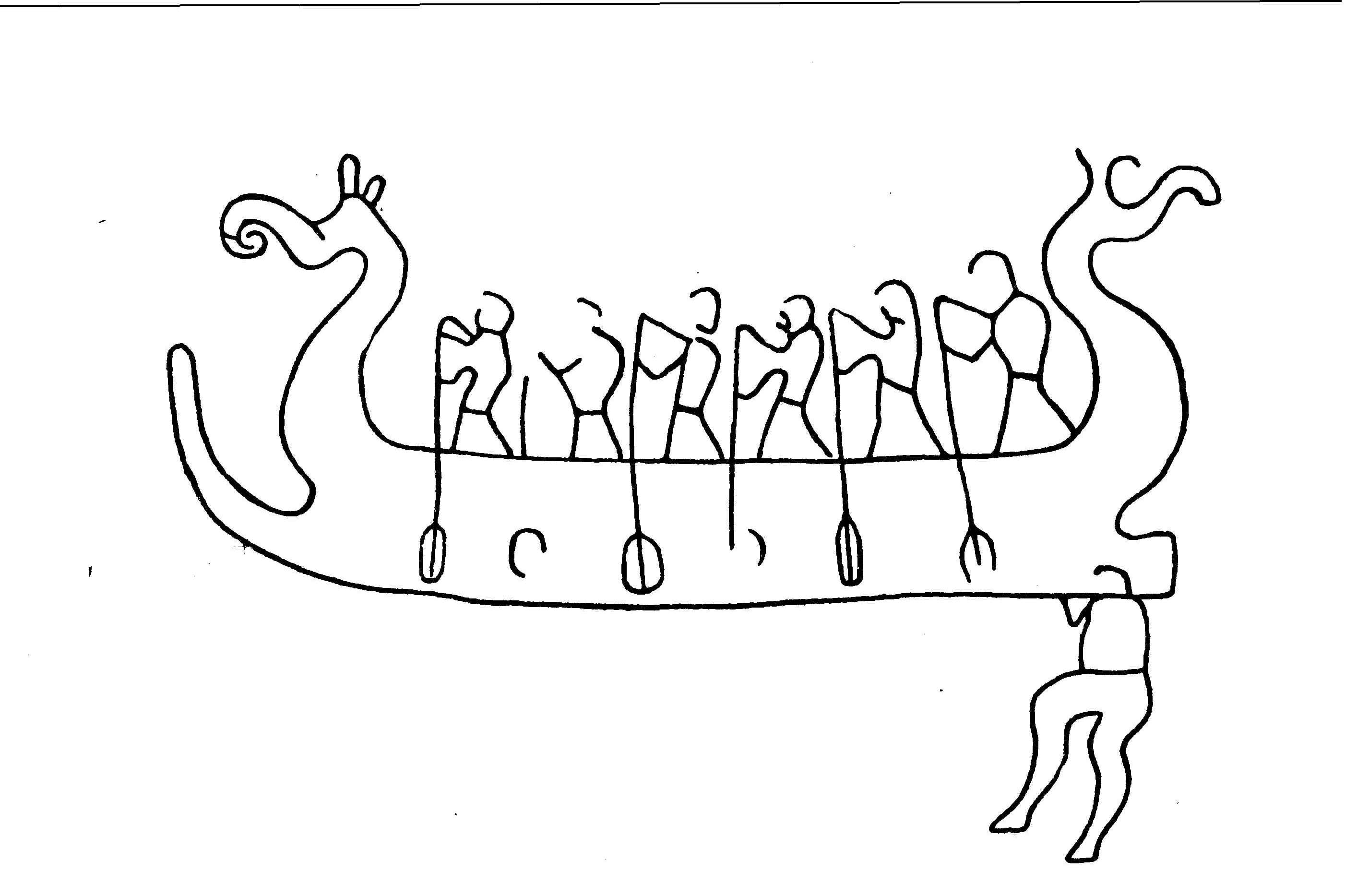
Eisenzeitliche Felsritzung von Brandskogen, Uppland in Schweden.

In der Frühen Eisenzeit waren die Boote bereits stärker ausgereift. Sie konnten in beiden Richtungen gefahren werden, was bei engen Gewässern das Wenden ersparte. Sie hatten noch keinen Mast und konnten daher nicht gesegelt werden. Kennzeichnend waren der flache Boden aus einer Planke ohne Kiel und die hochgezogenen Bootsenden. Die Funktion des hochgezogenen Schiffsschnabels ist nicht bekannt. An den Bootsenden war ein Querbrett eingeschoben, an dem die Planken angesetzt waren. Aber die verschiedenen Felszeichnungen deuten auf unterschiedliche Herstellungsweisen je nach Ort und Zeit hin.
Frühestes archäologisches Zeugnis eines früheisenzeitlichen Schiffes ist das Hjortspring-Boot aus der Zeit um 300 v. Chr.
Das Querbrett an den Schiffsenden war keine sichere Konstruktion für das Schiff. Felszeichnungen aus Kårstad (Nordfjord) deuten darauf hin, dass die Seitenplanken in der Folgezeit direkt am Steven befestigt wurden, so dass das Querbrett entfiel. Der Schnabel wurde weggelassen und der Steven endete gespalten in zwei Hörnern. Dieses Entwicklungsstadium ist am Halsnøyboot (in die Zeit zwischen 390 und 535 datiert) aus Hordaland zu erkennen. Es hat erstmals Ruderdollen. Aber auch dieses Boot hatte noch keinen Mast. Im Übrigen hat es eine ähnliche Konstruktion wie das Nydamboot aus Schleswig. Mehrere Funde an der Küste Norwegens zeigen, dass es sich um einen weit verbreiteten Schiffstyp handelt.

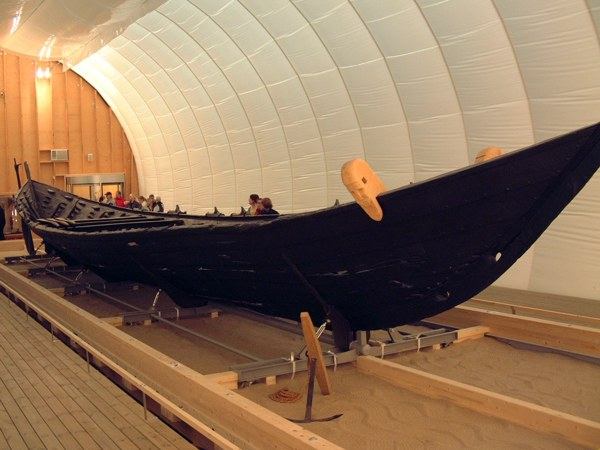
Nydam-Schiff

Das Nydam-Schiff von ca. 320, ein Kriegsfahrzeug, vertritt die nächste Entwicklungsstufe. Die knapp 23 m langen Planken sind einteilig und ziehen sich über den ganzen Rumpf hin. Anders als das Hjortspring-Boot besitzt das schlank gebaute Hochseefahrzeug einen echten, nach oben gezogenen Bug, der mit der Bodenplanke verbunden ist. Auch weist es erstmals eiserne Niete  auf, mit denen die Planken untereinander verbunden sind und sie überlappten, was dem Rumpf große Festigkeit gab. Die Eichenspante waren wie beim Hjortspring-Boot an Zapfen gebunden, die beim Behauen stehen gelassen wurden. Das Schiff war auf den Antrieb mit Rudern anstatt Paddeln eingerichtet und hatte kein Segel. Auf die Reling geschnürte Astdollen dienten wahrscheinlich als Ruderdollen. Die geringe Breite ließ keine langen Riemen zu, so dass sie sehr steil gehalten werden mussten. Es war ein Zwischending zwischen Paddeln und Rudern.
Eine weitere Verfeinerung findet sich im Schiff, das in Sutton Hoo gefunden wurde und aus der ersten Hälfte des 7. Jahrhunderts stammt. Es ist 84 Fuß lang, also etwas größer als das Gokstad-Schiff. Es ist sehr schlank gebaut und hat stark aufstrebende Schiffsenden. Auch dieses Schiff konnte nicht gesegelt werden, sondern war ein Ruderfahrzeug. Das Boot zeigt, dass die angelsächsischen und skandinavischen Boote gleichen Baulinien folgten und offenbar die gleichen Entwicklungsstufen durchliefen.
Die nächste Entwicklungsstufe zur Lösung nautischer Probleme ist am 18 m langen Kvalsund-Boot aus dem 7. Jahrhundert zu erkennen. Es wurde 1920 südwestlich von Ålesund (Westnorwegen) auf der Insel Nerlandsøya gefunden. Es steht noch in der Bautradition des Nydambootes. Neu ist aber der senkrechte Kiel. Er ist zwar nicht wie bei den späteren Wikingerschiffen angesetzt, sondern er wurde beim Behauen der Bodenplanke stehen gelassen. Das gab der Bodenplanke eine größere Stabilität. Das Schiff konnte breiter und damit mit größerer Tragkraft und mehr Platz an Bord gebaut werden. Erstmals wurden die Seitenplanken schmaler und angestückt. Damit wurde das Boot elastischer. Die Ruderdollen sind mit Holznägeln auf der Reling befestigt. Zwar hat sich kein Hinweis auf einen Mast erhalten, aber der Rumpf ist so gestaltet, dass das Boot Mast und Segel gehabt haben könnte. Erstmals wurde das Ruder auf der Steuerbordseite mit einer rechtwinkligen Ruderpinne befestigt, die in den Schiffsraum hineinragte.
Dieses Boot war das Transport- und Kriegsfahrzeug während der Auseinandersetzungen der Kleinkönige untereinander und ermöglichte auch die Besiedlung der Inseln nördlich von Schottland.

## Segelschiff
Der Schritt zum Segelschiff wurde zwischen dem 6. und 8. Jahrhundert gemacht. Warum die Entwicklung zum Segelschiff so spät einsetzte, ist nicht bekannt. Dass man segeln kann, musste bereits seit dem Auftauchen der Segelschiffe Cäsars im Nordseeraum bekannt sein. Aber möglicherweise genügt es eben nicht, ein Segelschiff zu sehen, um es auch bauen zu können.

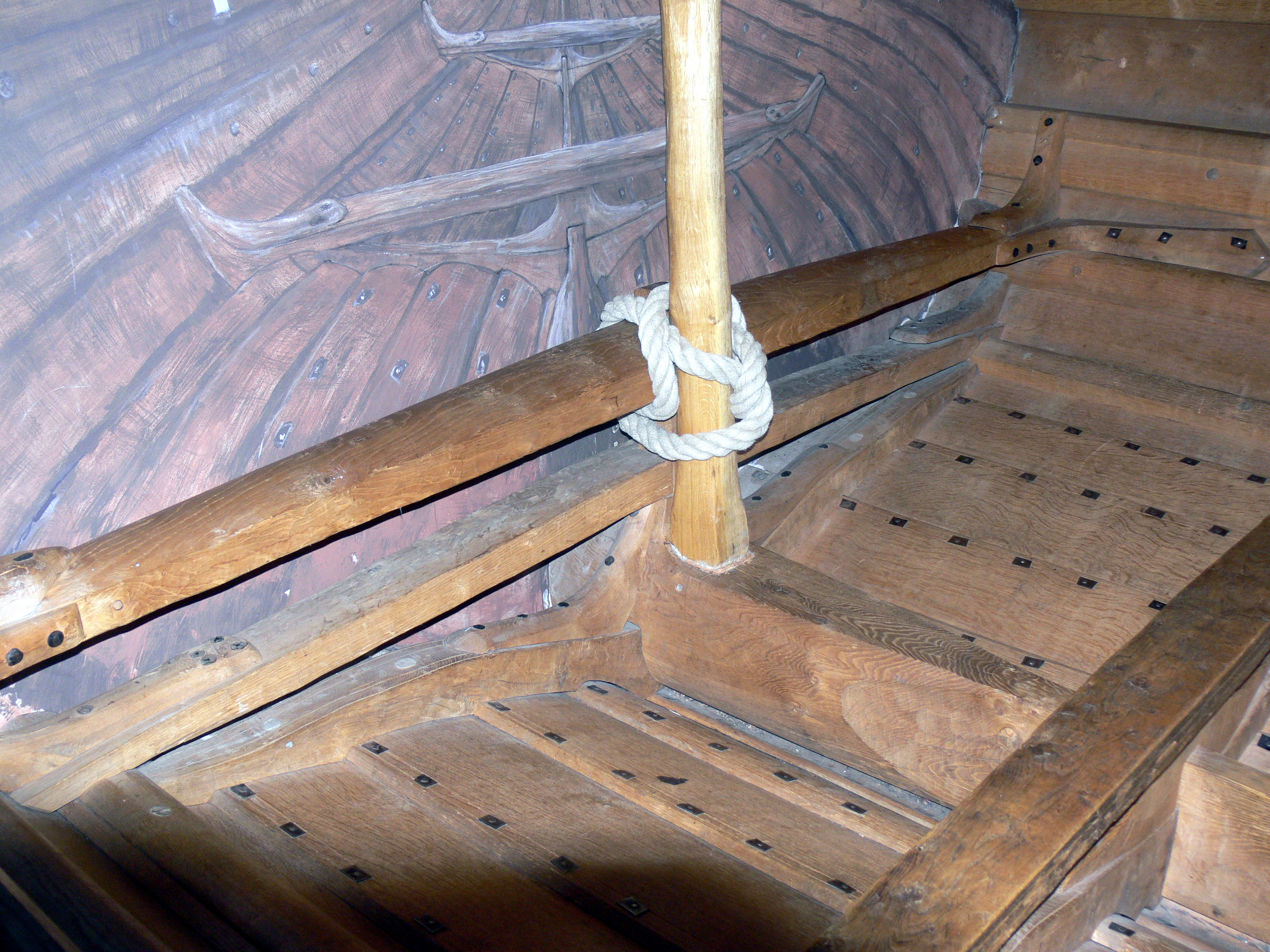
Rekonstruktion einer Mastbefestigung. Yorkshire Museum in York. Foto Bickel

Eine wichtige Neuerung war, dass die Bodenplanke, ein neuralgischer Punkt in der Stabilität des Schiffskörpers, entfiel. Die Seitenplanken wurden unmittelbar an den Kielbalken angesetzt. Die Entwicklung des Kiels ermöglichte nunmehr das Kreuzen am Winde. Die Entwicklung einer funktionsfähigen Takelage war aber der wesentlichste technische Fortschritt im Schiffbau, da erst mit Hilfe des Segels längere Distanzen bewältigt werden konnten. Der Segelmast bei den Wikingerschiffen war umklappbar und ließ sich in kürzester Zeit (ca. 1,5 Minuten) ab- und aufbauen. Das hatte den Vorteil, dass mit diesen Schiffen auf Flussläufen auch unter Brücken hindurchgerudert und anschließend wieder weitergesegelt werden konnte. In Verbindung mit dem schlanken, doppelendigen Schiffstyp konnten die Wikingerschiffe aber vor allem auch Geschwindigkeiten erreichen, die bis in die Neuzeit für größere Segelschiffe sonst unerreichbar blieben. Dabei erwiesen sich die elastischen Verbindungen von Planken und Spanten als sehr vorteilhaft, weil der Rumpf sich den unterschiedlichen Begebenheiten (z. B. Wellental und -berg) anpassen konnte. Betrug die Breite der Planken des Nydamschiffes noch 50 cm, so wurden sie auf dem Höhepunkt des Wikingerschiffsbaus bis zu 30 cm schmal, z. B. bei zwei Wikingerschiffen vom Schiffsfriedhof von Skuldelev.
Insgesamt sind mehr als 30 Rekonstruktionen angefertigt worden, die die hervorragenden Eigenschaften der Wikingerschiffe bestätigten. Der Nachbau des Gokstad-Schiffes z. B. bezeugte, dass sich die Schiffe auch auf hoher See mittels des Steuerruders von nur einem Mann steuern ließen. Insgesamt haben die Versuche mit den Nachbauten ergeben, dass Wikingerschiffe als Verdränger unter Segeln Geschwindigkeiten von bis 20 Knoten erreichen konnten – schneller fuhren auch motorisierte Frachtschiffe in der 1. Hälfte des 20. Jahrhunderts nicht. Das erklärt auch die in isländischen Segelanweisungen überlieferten äußerst knappen Reisezeiten, z. B. Westnorwegen-Südisland (rund 1300 Kilometer) 7 Tage, rund um Island 7 Tage.